# Algirdas Brazauskas
Algirdas Brazauskas, född 22 september 1932 i Rokiškis, Panevėžys, död 26 juni 2010 i Vilnius, var en litauisk politiker. 
Han var Litauens president 1993–1998 och Litauens premiärminister 2001–2006.

## Biografi
Brazauskas studerade vid Kaunas polytekniska institut. Efter civilingenjörsutbildningen var han verksam som partifunktionär i Litauens kommunistiska parti. Som partiledare 1988–1989 bröt han med Sovjetunionens kommunistiska parti.
I det självständiga Litauen var Brazauskas tillförordnad president 1992–1993, varefter han officiellt tillträdde presidentämbetet den 25 februari 1993. Han lämnade politiken år 1998 men gjorde comeback som premiärminister redan 2001. Brazauskas blev en ledande socialdemokrat efter att han lämnade kommunistpartiet. Som socialdemokraternas partiledare efterträddes han 2007 av Gediminas Kirkilas som redan 2006 hade tagit över posten som premiärminister. Under Brazauskas tid som premiärminister gick Litauen med i både EU och Nato.